# (12720) 1991 NU3
(12720) 1991 NU3 là một tiểu hành tinh vành đai chính. Nó được phát hiện bởi Henri Debehogne ở Đài thiên văn La Silla ở Chile ngày 6 tháng 7 năm 1991.